# Mineria a Guinea Bissau
La mineria a Guinea Bissau es limita a l'extracció a petita escala de materials de construcció, com ara d'argila, granit, pedra calcària, sorra i grava. Les prospeccions minerals potencials del país inclouen bauxita, diamant, or, minerals pesats, petroli i fosforita.

## Fosfats
Els dipòsits de fosfats van ser identificats fa uns 40 anys a la regió de Farim. Es van completar els estudis de viabilitat en la dècada de 1980, però des de llavors cap companyia ha estat capaç d'iniciar l'explotació. El dipòsit de fosfats de Farim té recursos estimats de més de 166 tones en una qualificació del 29% P2O5.
Red Back Mining Inc. a través de la seva filial Champion Industrial Minerals (CIM) va dur a terme una concessió per a l'extracció i després de completar una avaluació tècnica i de mercat l'any 2003, l'empresa va arribar a la conclusió que el projecte havia avançat a una etapa en què es requeria un nivell de'experiència en el desenvolupament, en l'operativitat i la comercialització que estava més enllà de la capacitat de la CIM. Des de llavors, la companyia ha intentat localitzar un soci adequat per desenvolupar el dipòsit Farim o vendre'l. Durant els últims 10 anys les llicències van canviar de mans entre les empreses per raons similars a les avançades per la CIM, és a dir, la incapacitat tècnica per a realitzar el treball requerit. Més recentment, s'ha concedit una llicència a GB Minerals, que va signar el 2009 un acord de producció amb el govern de Guinea Bissau.

## Bauxita
S'han identificat dipòsits de bauxita vora Madina do Boé des de la dècada de 1950. Aleshores mai van estar comercialment viable a causa dels baixos preus mundials. A mesura que les perspectives econòmiques s'han tornat més atractives que en les passades dècades es va concedir un contracte d'arrendament a una empresa anomenada Bauxite Angola el 2007, el que ha fet que recentment s'anunciïn inversions de fins a 500 milions de dòlars.